# Bolpur
Bolpur là một thành phố và khu đô thị của quận Birbhum thuộc bang Tây Bengal, Ấn Độ.

## Địa lý
Bolpur có vị trí 23°40′B 87°43′Đ / 23,67°B 87,72°Đ Nó có độ cao trung bình là 58 mét (190 foot).

## Nhân khẩu
Theo điều tra dân số năm 2001 của Ấn Độ, Bolpur có dân số 65.659 người. Phái nam chiếm 51% tổng số dân và phái nữ chiếm 49%. Bolpur có tỷ lệ 73% biết đọc biết viết, cao hơn tỷ lệ trung bình toàn quốc là 59,5%: tỷ lệ cho phái nam là 79%, và tỷ lệ cho phái nữ là 66%. Tại Bolpur, 10% dân số nhỏ hơn 6 tuổi.